# Scripps Institution of Oceanography

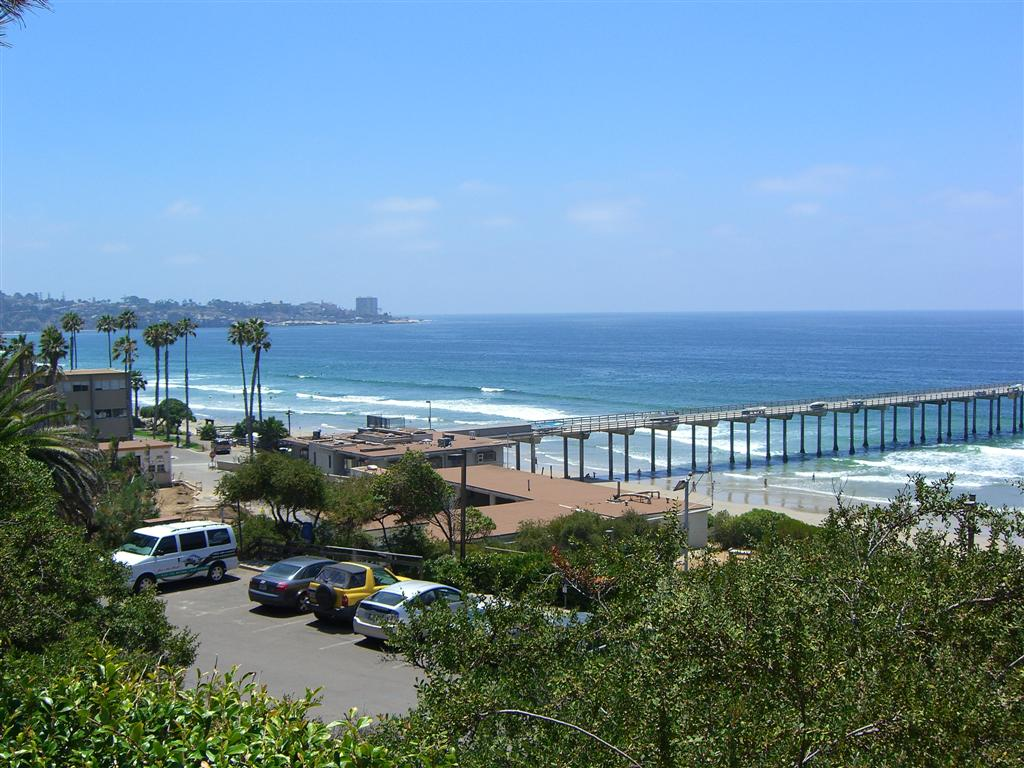
Scripps Institution of Oceanography am La Jolla Shores

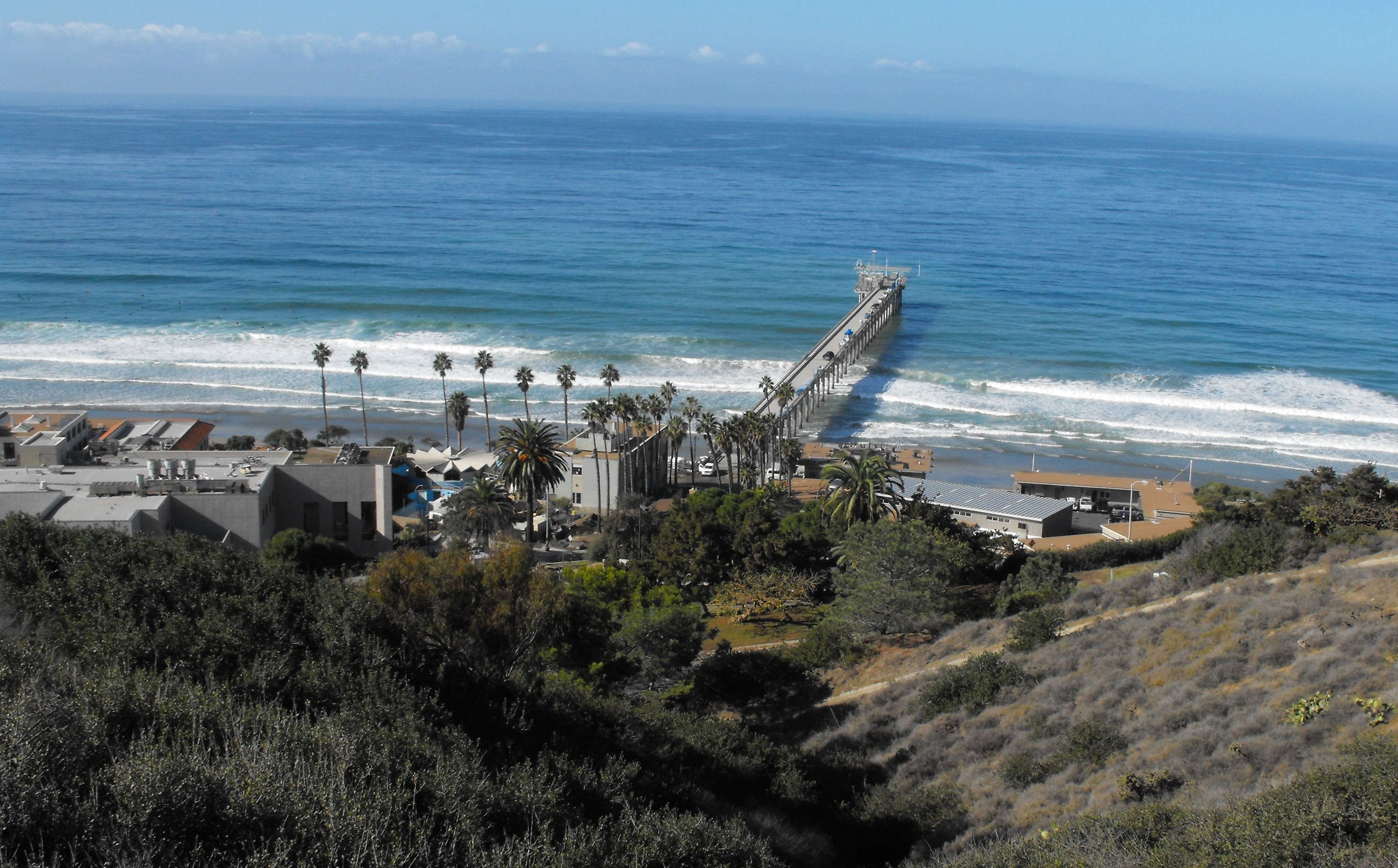
Scripps und Seebrücke

Die Scripps Institution of Oceanography in La Jolla, San Diego, Kalifornien, ist eines der ältesten, größten und bedeutendsten Forschungszentren für Meeresforschung der Welt. Es befindet sich seit 1907 direkt an der Pazifikküste oberhalb von La Jolla Shores.
Es wurde 1903 von dem Zoologie-Professor William Emerson Ritter als unabhängiges Forschungsinstitut der Marine Biological Association of San Diego gegründet. Unterstützt wurde Ritter dabei durch die Philanthropin Ellen Browning Scripps (1836–1932) und ihren Bruder, dem Herausgeber E. W. Scripps. Das Old Scripps Building wurde 1909 vom Architekten Irving Gill erstellt und steht heute unter Denkmalschutz (National Historic Landmark ab 1982). 1912 wurde die Scripps Institution Teil der University of California, San Diego und heißt seither Scripps Institution of Biological Research.
Direktoren waren nach Ritter 1924 bis 1936 T. Wayland Vaughan, 1936 bis 1948 Harald Ulrik Sverdrup, 1948 bis 1951 Carl Henry Eckart, gefolgt von Roger Revelle, 1965 bis 1986 William Nierenberg, 1986 bis 1996 Edward Frieman, 1998 bis 2006 Charles Kennel und seit 2006 der Chemiker Tony Haymet. Zu den bekanntesten Mitarbeiter zählen Charles David Keeling, der die nach ihm benannte Keeling-Kurve erstellte, und Veerabhadran Ramanathan, der seit Mitte der 1970er Jahre die Ursachen der Globalen Erwärmung erforscht und als erster auf die Gefahren der Fluorchlorkohlenwasserstoffe hinwies.
Das Institut betreibt mit den Schiffen Sally Ride, Roger Revelle, Robert Gordon Sproul und Bob and Betty Beyster vier Forschungsschiffe. Weiterhin unterhält es das Birch Aquarium. Am Institut arbeiteten im Jahr 2011 über 1300 Angestellte, darunter rund 100 Fakultätsangehörige und 300 andere Wissenschaftler. Das Institut hat ein Budget von rund 150 Millionen Dollar (2011).
Die Einrichtung war an führender Stelle am Ocean Drilling Program beteiligt.